# Зангене, Биджан Намдар
Биджан Намдар Зангене (перс. بيژن نامدار زنگنه‎; род. 21 сентября 1952, Керманшах, Иран) — иранский политик, занимавший пост министра в различных кабинетах в течение 30 лет после Исламской революции. Его последней должностью был пост министра нефти с 2013 по 2021 год в правительстве Хасана Рухани.

## Ранние годы
Зангане родился в курдской семье в Керманшахе в 1952 году. До переезда в Тегеран он жил и учился в родном городе. В столице получил диплом средней школы. Зангане получил степень магистра в области гражданского строительства в Тегеранском университете в 1977 году, а затем был профессором гражданского строительства в Технологическом университете имени Насир ад-Дина Туси до 2006 года.

## Карьера

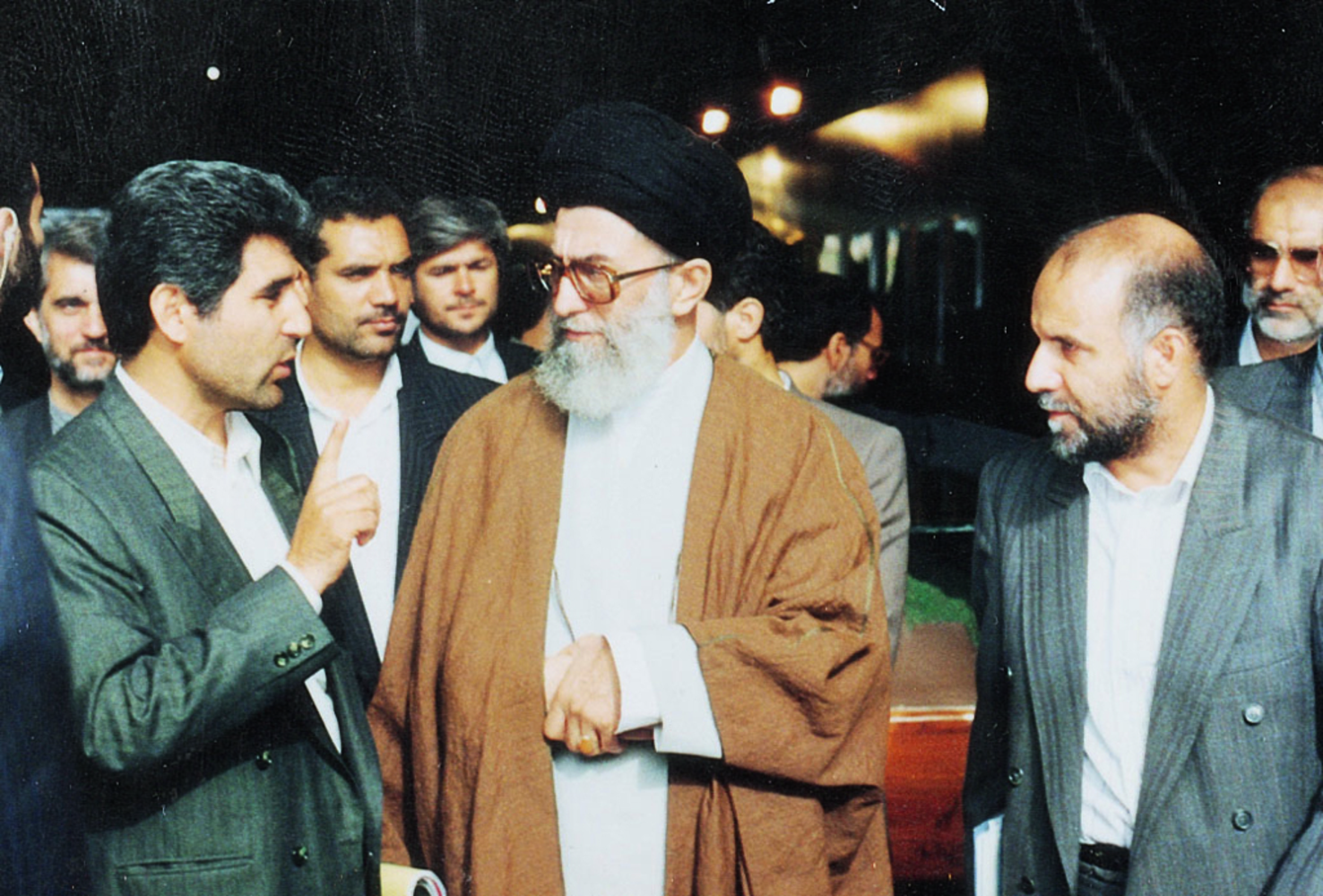
Намдар Зангане (справа) в качестве министра энергетики вместе с Али Хаменеи во время посещения плотины Кархе, 14 марта 1997 года.

После революции 1979 года Зангене был назначен заместителем министра культуры и исламского руководства в 1980 году. В 1983 году он был назначен министром созидательного джихада. Он был назначен министром энергетики в правительстве Мир-Хоссейна Мусави в 1988 году. Он продолжил занимать пост министра энергетики в кабинете Али Акбара Хашеми Рафсанджани и приложил огромные усилия для реконструкции и восстановления водной и электроэнергетической промышленности страны после ирано-иракской войны 1980–1988 годов и ущерба, нанесённого отрасли в результате иракских атак. Он был министром нефти в кабинете Мохаммада Хатами. 29 августа 2005 года президент Махмуд Ахмадинежад назначил Казема Вазири Хамана вместо Зангене.
В 1996 году Верховный лидер, аятолла Али Хаменеи, назначил его членом Совета целесообразности. Он преподавал в нескольких университетах и академических центрах, но в основном был преподавателем в Технологическом университете имени Насир ад-Дина Туси.
В начале августа 2013 года Зангане был снова назначен на пост министра нефти президентом Рухани и утверждён 15 августа. 21 августа Зангане был назначен главой Форума стран-экспортеров газа (GECF) на 2013 год. 3 сентября Казем Вазири Хамане был назначен заместителем Зангане.